# Alisher Anarkulow
Alisher Anarkulow (russisch Алишер Анаркулов, * 23. September 1968; † 14. August 2014 in Tromsø, Norwegen) war ein gehörloser usbekischer Schachspieler aus Samarkand.
Seine größten Erfolge waren der Gewinn der Silbermedaille bei den Einzel-Schachweltmeisterschaften des International Chess Committee of the Deaf (ICCD, dazumals ICSC) in St. Gallen 2008 sowie in Almaty 2012.

## Karriere
2004 erreichte Anarkulow bei der ICSC-Einzel-Weltmeisterschaft in Malente, Deutschland den 6. Platz. Bei der nächsten Einzel-Weltmeisterschaft 2008, die in St. Gallen in der Schweiz stattfand, wurde er Zweiter hinter Wesselin Georgiew. 2012 erreichte er in Almaty, Kasachstan hinter Vladimir Klasan wiederum Silber. 2010 wurde ihm der Titel eines ICSC-Großmeisters verliehen. Darüber hinaus war er Teil des usbekischen Teams bei den Schach-Olympiaden der Gehörlosen.
2014 wurde er vom Kapitän Sergej Salov des ICCD erstmals für die FIDE-Schach-Olympiade 2014, die in Tromsø stattfand, nominiert. Er spielte für die ICCD-Mannschaft am vierten Brett. Anakulow trug 5 Punkte aus 10 Partien bei und die ICCD-Mannschaft erreichte den 70. Schlussrang. Der unter epileptischen Anfällen leidende Spieler starb in der Nacht nach dem letzten Spiel im Radisson Blu Hotel Tromsø; als Todesursache wird ein natürlicher Tod angegeben.